# Mensenkampff

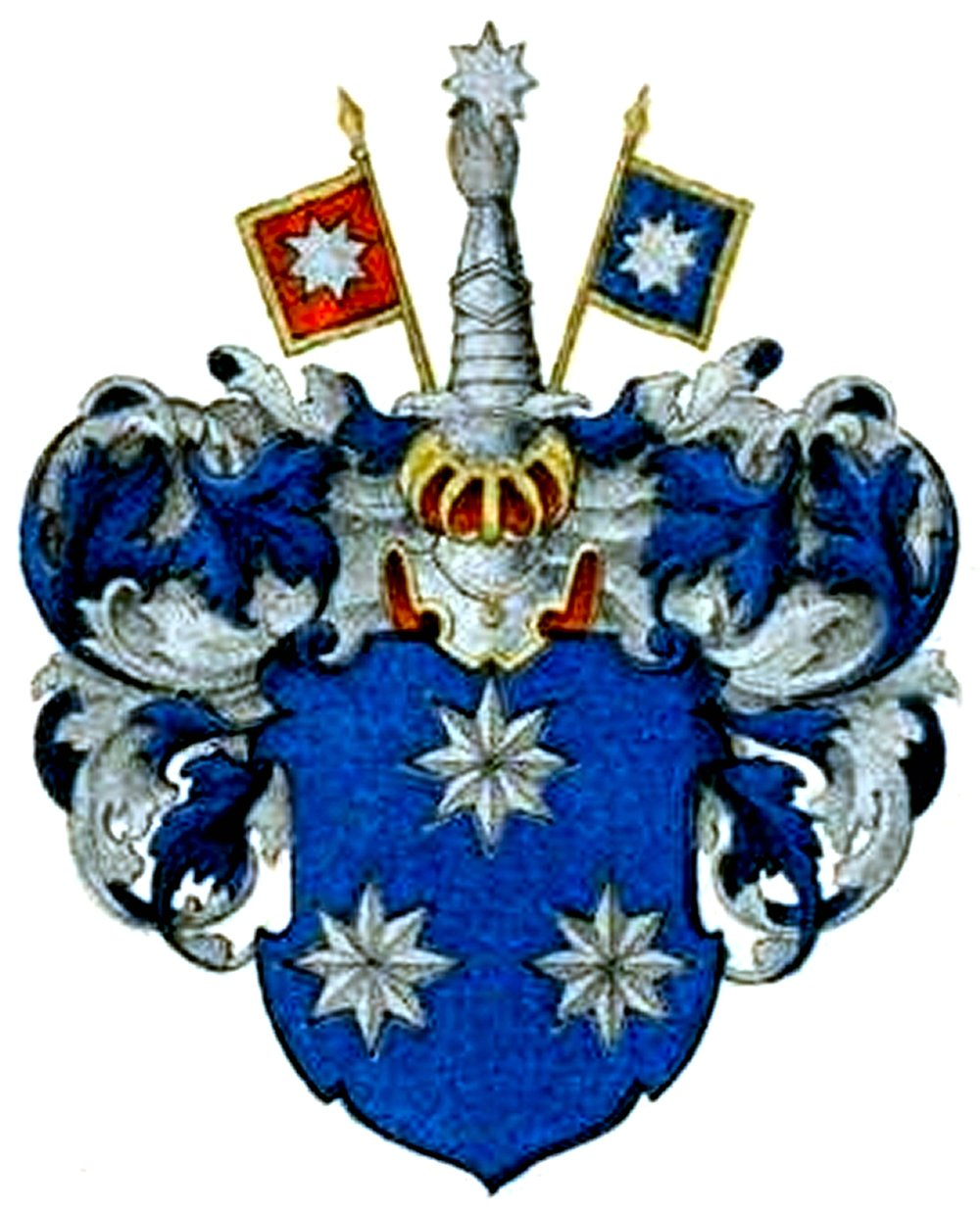
Wappen derer von Mensenkampff

Mensenkampff (ursprünglich Mensenkamp, russisch Мензенкампф) ist der Familienname einer deutsch-baltischen Adelsfamilie, die seit der Mitte des 17. Jahrhunderts im Baltikum ansässig war und deren stammväterlicher Ursprung bei Hameln lag. Sie stellten sich in die Dienste der schwedischen und russischen Herrschaft, waren Offiziere, Juristen, sowie lokale und regionale Politiker.

## Geschichte
Der Ursprung des Geschlechts liegt in der alten Hansestadt Lemgo in der Grafschaft Lippe. Hier wurde 1569 der Bürger Hermann Mensenkamp urkundlich, anlässlich einer Zeugenaussage, im Jahre 1586 erwähnt. Er selbst gab sein Alter mit etwa achtzig an, woraus die Rückfolgerung schließen lässt, das er circa 1515 geboren sein musste. Ein Sohn des Hermann M. erhielt in den Jahren 1574 bis 1579, aus einer Kalandstiftung, eine Art Stipendium für das Theologiestudium. Dieser Sohn war Jodocus Mensenkamp Lemgoviensis (auch Justus (I.), † 1612) der an der Universität Helmstedt studiert hatte, 1600 ordiniert worden war und in der Kirche zu Heyen zum Pfarrer von Heyen und Frenken berufen wurde, hier begann die Stammreihe des Geschlechts.
Dessen Sohn Heinrich († 1670 begraben in Hameln) wurde 1616 in Helmstedt immatrikuliert und erwarb 1624 das Bürgerrecht in Hameln, dort war er als Rechtsanwalt tätig. Sein einziger Sohn Justus (II.) (* 1628 in Hameln; † 1693 in Stockholm) aus der zweiten Ehe wurde der Stammvater der livländischen Linie. Er war Jurist und seit 1655 Gerichtssekretär in Tuckum in Kurland, welches von den Schweden besetzt war und in deren Dienst er um 1660 getreten sein muss. Er kam in die Dienste des schwedischen Grafen Oxenstierna und diente 1664 als dessen gräflicher Sachverwalter und Assessor in Wenden. Später war er in Stockholm tätig und starb dort im Jahre 1694. Die Nachkommenschaft setzte sich mit seinem Sohn Justus (III.) fort.
Justus (III.) (1675–1732) trat in das schwedische Militär ein und wurde bis zum Kapitän befördert, er geriet 1710 in russische Kriegsgefangenschaft  und wurde nach Sibirien verschleppt, 1717 trat er mit dem gleichen Dienstgrad in die Kaiserlich-russische Armee ein. Ohne urkundlichen Nachweis wurde er 1725 von Katharina I. geadelt, welches zur Folge hatte, dass die Mensenkampffs mangels Beweise nicht in die livländische Adelsmatrikel aufgenommen wurden. Sein Sohn, der spätere russische Generalmajor Johann Justus (1718–1784) ließ sich am 11. April 1774 einen neuen Adelsbrief ausstellen und nannte sich danach „von Mensenkampff“. Da er aber keine Landbesitze nachweisen konnte scheiterte er 1777 erneut mit einem Aufnahmeantrag in die Adelsrolle. Seine beiden Söhne Gottlieb (1764–1835) und Jakob (1779–1825) wurden 1806 mit der Nummer 329 als „von Mensenkampff“ aufgenommen. Johann Justus (IV.) (1718–1784) von Mensenkampff hatte aus drei Ehen 15 Kinder, die Nachkommen seines vierten Sohnes Jakob setzten die livländische Nachkommenschaft fort. In besonderem Maße stach der Landrat Ernst von Mensenkampff († 1887) hervor, der zum altliberalen Flügel der Ritterschaft gezählt wurde.

## Stammtafel
- Hermann Mensenkamp (um 1515 – 1586), Bürger in Lemgo
  - Justus (I.) Mensenkamp († 1612 in Heyen), Pfarrer
    - Heinrich Mensenkamp (begraben 1670 in Hameln), Rechtsanwalt
      - Justus (II.) Mensenkamp (** 1628 in Hameln; † 1693 in Stockholm), Gerichtsassessor
        - Johann Justus (III.) Mensenkamp, ab 1774 von Mensenkampff (** 1732 in Mojahn; † 1784 Aidenhof, Kreis Viljandi), schwedischer und russischer Kapitän, später russischer Generalmajor
          - Gottlieb Johann Justus von Mensenkampff (1764 – 1835), russischer Major
            - Gotthard Bogdan von Mensenkampff (1806 – 1878), russischer Generalleutnant
            - Gustav Johann Wilhelm Alexander von Mensenkampf (** 1795)
              - Eduard von Mensenkampff (1826 – 1886), russischer Generalmajor

          - Peter Johann von Mensenkampff (1766 – 1804), russischer Rittmeister
            - Franz Gottlieb Konrad von Mensenkampff (** 1798), russischer Staatsrat

          - Jakob Heinrich Justus (IV.) von Mensenkampff (1779 – 1825) Stammfolge in Livland

### Livländische Stammfolge
- Jakob Heinrich Justus (IV.) von Mensenkampff (** 1779 auf Aidenhof; † 1825 in Mitau), Herr auf Königshof und Schloss Tarwast, Gerichtsassessor
  - Karl Justus (V.) von Mensenkampf (1808 – 1878), Herr auf Königshof, Schloss Tarwast, Puderküll, Adsel-Koiküll, Kawast und Osthof, livländischer Landrat
    - Karl Justus (VI.) von Mensenkampff (1808 – 1878), Herr auf Königshof, Schloss Tarwast, Puderküll, Adsel-Koiküll, Kawast und Osthof
      - Jakob Moritz Justus (VII.) von Mensenkampff (1834 – 1913), Herr auf Schloss Tarwast, Adsel-Koiküll und Lannemetz, Gerichtsassessor
        - Karl August von Mensenhof (** 1870), Herr auf Schloss Tarwast
          - Kurt Justus (VII.) (** 1902)

      - Ernst Adolph Wilhelm von Mensenkampff (** 1840 in Dorpat; † 1887 in Falkenstein (Taunus)), Herr auf Königshof, Puderküll, Osthof und Kawast, livländischer Landrat
        - Max Karl Alexander von Mensenkampff (** 1871 in Riga; † 1922 in Riga), Herr auf Königshof und Puderküll
          - Ernst Eduard von Mensenkampff (** 1896 in Pernau, 1945 vermisst), Journalist und Landrat
            - Karl Ernst Otto Justus (IX.) von Mensenkampff (** 1921 in Aschersleben)

        - Karl Friedrich Ernst von Mensenkampff (** 1876 in Riga), Herr auf Osthof
          - Leon Justus (VIII.) von Mensenkampff (** 1903 auf Osthof)
          - Gert Karl von Mensenkampff (** 1906 auf Osthof)

## Wappen
Die von Mensenkampff führten nach dem Diplom vom 11. April 1774 folgendes Wappen: Auf dem blauen Wappenschild 3 (1:2) achtstrahlige silberne Sterne. Das Helmkleinod zeigt, zwischen zwei Standarten, rechts rot und links bau mit jeweils einem achtstrahligen Stern, einen silbernen geharnischten Arm, der in der Hand einen silbernen achtzackigen Stern trägt. Die Helmdecke ist blau und silber.

## Besitzungen

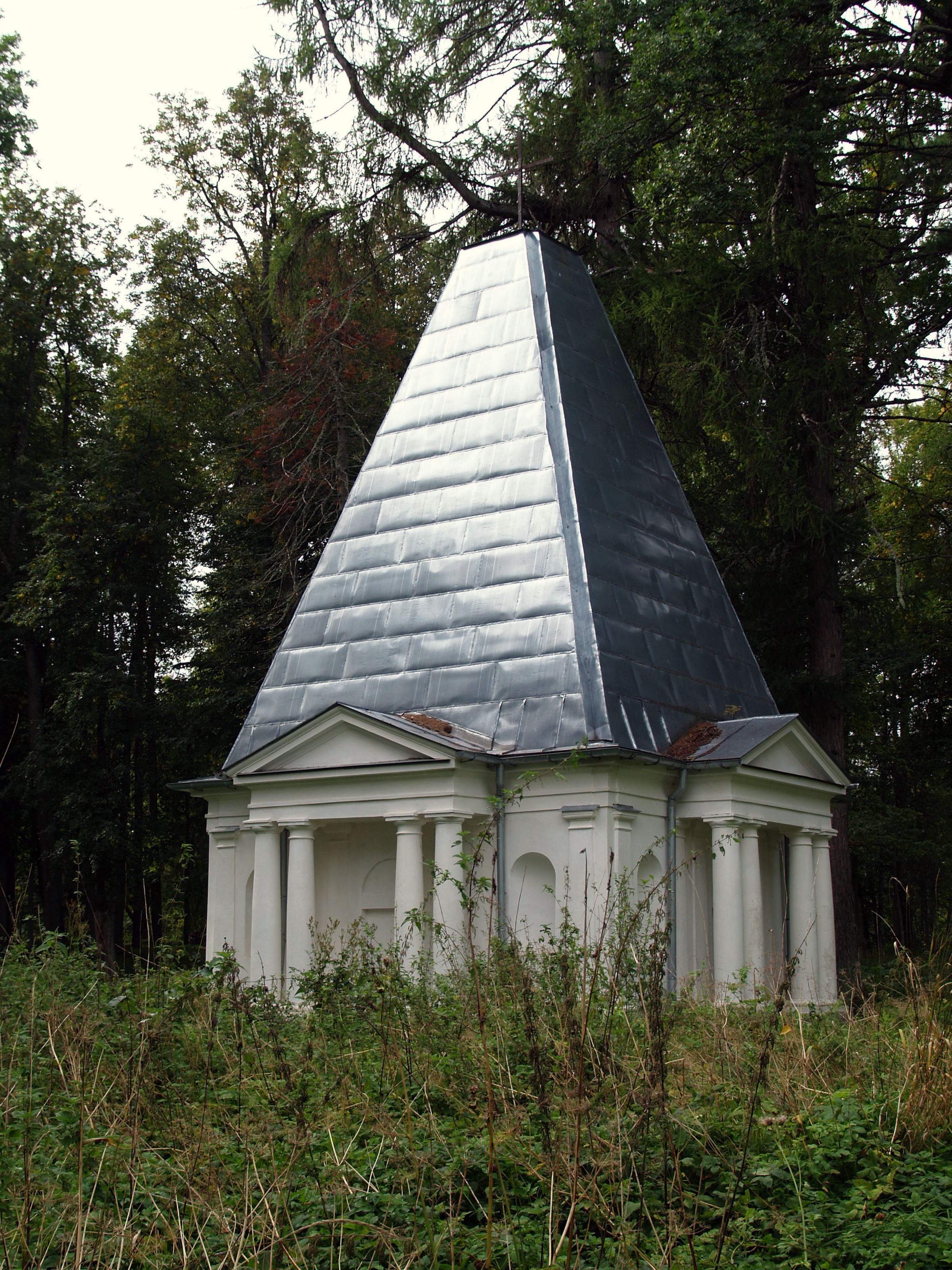
Familien Mausoleum auf Schloss Tarwast (2010)

Zum Besitz der Familie Mensenkampff zählt das ehemalige Schloss Tarwast im Kreis Viljandi. Justus II. war seit 1677 Pfandbesitzer des Gutes Lubbert-Renzen bei Wenden und zu den vorübergehende Besitzungen gehörten: Kawast, Adsel-Koiküll und Lanemets (1919–1920), (1820) Schloss Tarwast, (1818) Königshof (Lettland), 1840 Puderküll, 1876 Osthof (Ostrominsky).
In Tarvastu befindet sich eine klassizistische Grabkapelle, die am Anfang des 19. Jahrhunderts gebaut wurde. Das Besondere an diesem Gebäude sind sein hohes, pyramidenartiges Dach und die doppelten Säulen an allen vier Seiten. Es ist das Mausoleum eines männlichen Familienangehörigen, welche ihm seine Witwe stiftete.